# Liste der Monuments historiques in La Tour (Alpes-Maritimes)
Die Liste der Monuments historiques in La Tour (Alpes-Maritimes) führt die Monuments historiques in der französischen Gemeinde La Tour auf.

## Liste der Bauwerke
| Bezeichnung                   | Beschreibung                    | Standort           | Kennzeichnung | Schutzstatus | Datum | Bild           |
| ----------------------------- | ------------------------------- | ------------------ | ------------- | ------------ | ----- | -------------- |
| Kapelle St-Jean-Baptiste      | Erbaut im 14. Jahrhundert       | (Lage)             | PA00080883    | Classé       | 1943  | weitere Bilder |
| Kirche St-Martin              | Erbaut im 12. Jahrhundert       | Grand’place (Lage) | PA00080884    | Classé       | 1943  | weitere Bilder |
| Chapelle des Pénitents blancs | Kapelle aus dem 15. Jahrhundert | La Casette (Lage)  | PA00080882    | Classé       | 1944  | weitere Bilder |
| Maison Olivari                |                                 | (Lage)             | PA00080885    | Inscrit      | 1927  | weitere Bilder |

## Liste der Objekte
Zum Verständnis siehe: Kirchenausstattung
- Monuments historiques (Objekte) in La Tour (Alpes-Maritimes) in der Base Palissy des französischen Kultusministeriums